# Martania taeniata
Martania taeniata là một loài bướm đêm trong họ Geometridae.

## Hình ảnh

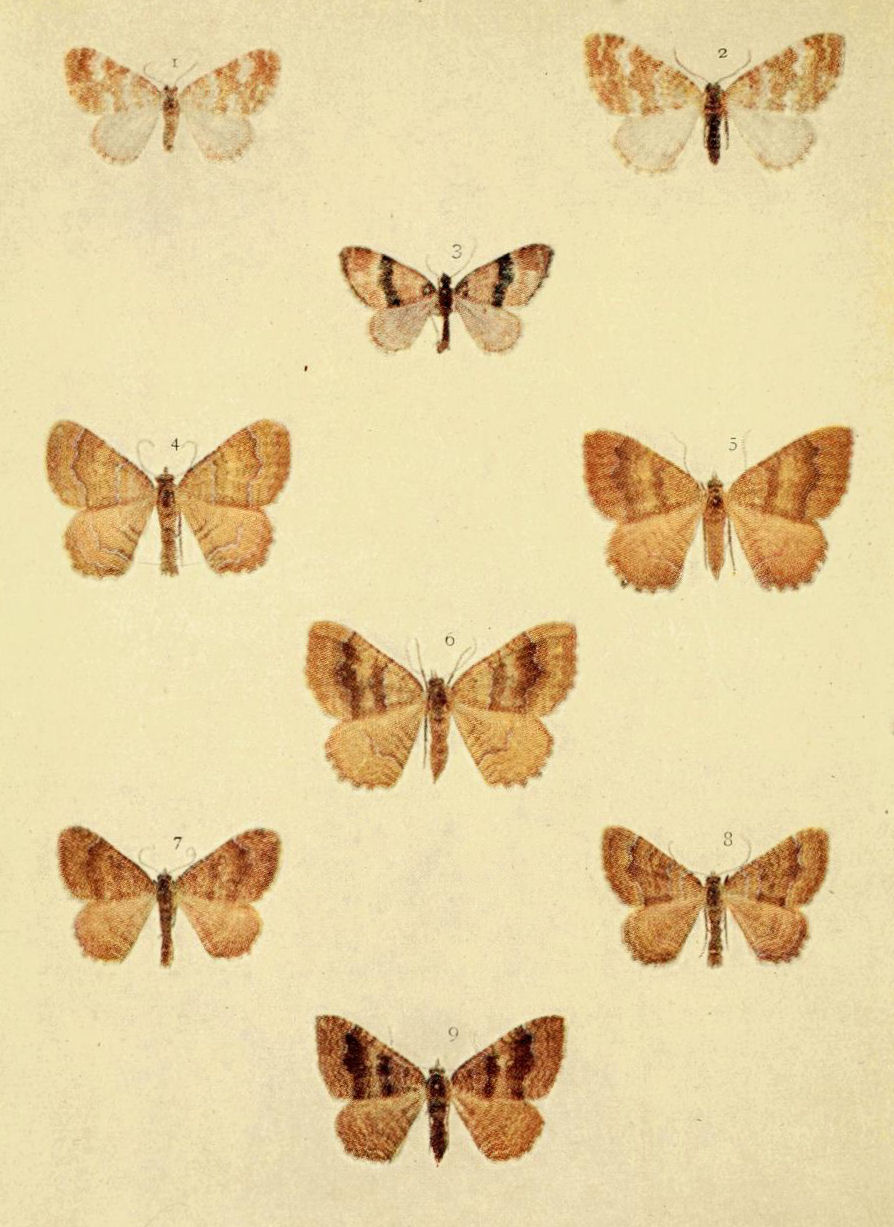